# Eutrephoceras
Eutrephoceras is een geslacht van uitgestorven mollusken, dat leefde van het Laat-Jura tot het Mioceen (ongeveer 161 tot 5 miljoen jaar geleden).

## Beschrijving
Eutrephoceras hebben typisch bijna bolvormige schelpen. De kransen zijn niervormig (niervormig) in dwarsdoorsnede en breed afgerond aan de zijkanten en onderrand. Aan de bovenrand is het slechts licht gebogen. Het oppervlak van de schaal is meestal glad, maar kan soms versierd zijn. De hechtdraadpatronen zijn enigszins bochtig, hoewel het bij sommige soorten min of meer recht kan zijn. De navel is klein en nauwelijks merkbaar, soms helemaal verborgen. De septa zijn gemiddeld convex naar de punt toe. De sifunkel is klein en cirkelvormig in dwarsdoorsnede. Het kan in positie variëren en de plaatsing ervan is belangrijk bij het identificeren van verschillende soorten onder het geslacht, maar het is nooit marginaal. De diameter van de schelp bedraagt ongeveer tien centimeter.
Priksporen gemaakt door tanden bij verschillende Eutrephoceras-fossielen uit het Laat-Krijt (zoals Eutrephoceras campbelli, van de Trent Riverformatie in Vancouver) worden aangehaald als bewijs van predatie door Mosasaurus op dit geslacht.

## Leefwijze
Dit carnivore, mariene geslacht bewoonde betrekkelijk ondiepe wateren.

## Taxonomie
Eutrephoceras is geclassificeerd onder de familie Nautilidae, die de enige bestaande nautiloïden van de geslachten Allonautilus en Nautilus omvat. Ze maken deel uit van de superfamilie Nautilaceae, de enige superfamilie van nautiloïden die het Trias heeft overleefd. Eutrephoceras worden soms gescheiden in de monogenerische familie Eutrephoceratidae, zoals voor het eerst voorgesteld door A.K. Miller in 1951, maar de meeste auteurs nemen het op onder Nautilidae.
Soorten onder Eutrephoceras zijn de volgende. Deze lijst is onvolledig.
- Eutrephoceras antarcticum Landman et al., 2004
- Eutrephoceras berryi Miller 1947
- Eutrephoceras bryani (Gabb 1877)
- Eutrephoceras campbelli
- Eutrephoceras carolinensis Kellum 1926
- Eutrephoceras cookanum (Whitfield 1892)
- Eutrephoceras dartevellei Miller, 1951
- Eutrephoceras dekayi (Morton 1834) (type)
- Eutrephoceras dorbignyanum (Forbes in Darwin, 1846)
- Eutrephoceras eyerdami Palmer, 1961
- Eutrephoceras hallidayi (Waring 1914)
- Eutrephoceras hannai Vokes 1937
- Eutrephoceras japonicum (Shimizu 1926)
- Eutrephoceras johnsoni Miller 1947
- Eutrephoceras jonesi Miller and Thompson 1933
- Eutrephoceras laverdei Durham, 1946
- Eutrephoceras marksi Miller 1947
- Eutrephoceras oregonense Miller 1947
- Eutrephoceras reesidei Stenzel 1940
- Eutrephoceras simile Spath 1953
- Eutrephoceras sloani Reeside 1924
- Eutrephoceras sphaericum (Forbes 1846)
- Eutrephoceras stephensoni (Dickerson 1914)